# 森特維爾 (喬治亞州艾伯特縣)
森特維爾（英語：Centerville）是位於美國喬治亞州艾伯特縣的一個非建制地區。該地的面積和人口皆未知。

## 地理
森特維爾的座標為34°12′23″N 82°53′30″W / 34.20639°N 82.89167°W，而該地的平均海拔高度為207米（即679英尺）。